# Comuna Șîroke, Krîvîi Rih
Șîroke (în ucraineană Широке) este o comună în raionul Krîvîi Rih, regiunea Dnipropetrovsk, Ucraina, formată din satele Novoselivka, Romanivka, Șevcenkove, Șîroke (reședința), Vilnîi Posad și Vilnîi Tabir.

## Demografie
Componența lingvistică a satului Șîroke
     Ucraineană (90,69%)
     Rusă (8,15%)
     Alte limbi (0,7%)
Conform recensământului din 2001, majoritatea populației satului Șîroke era vorbitoare de ucraineană (90,69%), existând în minoritate și vorbitori de rusă (8,15%).